# Jordi Calafell
Jordi Calafell (8 de noviembre de 1961) es un fotógrafo y comisario artístico. Desde 1988 es técnico del Archivo Fotográfico de Barcelona. Ha comisariado exposiciones de artistas como Jacques Léonard, y de temáticas como La Semana trágica, entre otras. Ha publicado diversos ha publicado varios artículos sobre el patrimonio fotográfico barcelonés.
Como fotógrafo Calafell realiza un trabajo mayoritariamente en blanco y negro, que ha sido clasificado de experimental, con aproximaciones pictorialistas, donde los desenfoques y las exposiciones múltiples lo acercan al pictorialismo. Sólo trabaja con fotografía analógica, reconociendo la influencia del realismo abstracto de fotógrafos como Manuel Esclusa y Manuel Sierra Desde 1996 sus proyectos se centran sobre el paisaje con un marcado carácter documental. Expone regularmente desde 1991, tanto en individuales como en colectivas.

## Comisariados
A lo largo de su carrera ha comisariado diversas exposiciones:
- 1998 - Amadeo y Audouard, fotografías de escena[6]
- 2000 - Desastre
- 2006/2007 - Entre la crónica y el imaginario. Fotografías de la Segunda República.[7]
- 2007/2008 - Montjuic 1915, primera mirada[8]
- 2009/2010 - Fotografía, ciudad y conflicto[9]
- 2011/2012 - Jacques Léonard. Barcelona gitana[10]
- 2013/2014 - Consuelo Bautista. Raval[11]
- 2014 - A propósito del 11 de septiembre[12]